# Галатија (Грчка)
Галатија (грч. Γαλάτεια) је насељено место у општини Еордеја у периферији Западна Македонија, Грчка. Према попису из 2021. године било је 400 становника.
Према бугарском географу и историчару, Василу Канчову, у Месовуну је 1900. године живело 800 Турака.  Године 1924. турско становништво је принудно исељено у Турску а на њихово место су насељене грчке избеглице из Турске, којих је на попису из 1928. године било 826. Село се раније звало Чор.